# Nahunta (Georgia)
Nahunta – miasto w Stanach Zjednoczonych, w południowo - wschodniej części stanu Georgia, przy skrzyżowaniu dróg krajowych nr 301 i nr 82. Druga z nich wiedzie prosto na wybrzeże Atlantyckie do Jekyll Island, które jest oddalone od miasta o około 60 km. Nahunta jest siedzibą władz Hrabstwa Brantley.

## Demografia
W 2010 roku liczyła 912 mieszkańców a liczba ludności wzrastała - od 852 osób (2000), o ponad 7%. W 2023 roku liczba mieszkańców wyniosła do 1028 osób, a gęstość zaludnienia przekroczyła 133 osoby/km². Na przestrzeni ćwierćwiecza zaludnienie Nahunta zwiększyło się o ponad 20,6% (w porównaniu z rokiem 2000).

## Nazwa
Nazwa miasta najprawdopodobniej pochodzi od indiańskiego słowa "nahunta", oznaczającego wysokie drzewa.